# Kowloon East (eleitorado de 2008-2012)
Kowloon Oriente (em inglês Kowloon East) é um eleitorado geográfico honconguês da Conselho Legislativo de Hong Kong. Membros representado essa área incluem:
- Fred Li Wah Ming
- Wong Kwok Kin
- Chan Kam Lim
- Alan Leong Kah Kit

Estes deputados são eleitos por sufrágio universal directo pelos habitantes do Kowloon Este.